# San Simón (Táchira)
San Simón es la capital del municipio Simón Rodríguez del Estado Táchira, en Venezuela. 
Es un pueblo pequeño y con gran afluencia turística. Cuenta con algunas aldeas alrededor, Santa Lucía, San Roque, San Isidro, San Miguel, y San Andrés, dividiéndose en caseríos o sectores. Su agricultura incluye papas, yuca, tomates, apio, fresas, perejil, cilantro, cebollín, cebolla, hinojo y eneldo. Es un pueblo alegre de gente muy humilde. Sus platos típicos: Arepas de harina de trigo, chicha, pasteles.
Por un costado del pueblo de San Simón fluye el río Escalante, cuyo cauce desemboca en el estado Zulia. La región se caracteriza por una notable diversidad de paisajes y fauna, donde el canto de las aves es una presencia constante en el entorno natural. 
En tiempos antiguos, habitaron en esta zona comunidades indígenas conocidas como los indios Yeguines y los indios Buroquías. Parte de la historia y legado de estos pueblos originarios puede conocerse en la posada turística de San Simón, donde se conservan relatos y referencias sobre su presencia en el valle.